# Kaskaden-Goldmantelziesel
Der (oder das) Kaskaden-Goldmantelziesel (Callospermophilus saturatus, Syn.: Spermophilus saturatus) ist ein Nagetier aus der Familie der Hörnchen (Sciuridae). Er lebt im Nordwesten Nordamerikas.

## Merkmale
Der Kaskaden-Goldmantelziesel ist der größte Vertreter innerhalb der Gattung Callospermophilus, zu der drei Arten gehören. Vom Sierra-Madre-Ziesel unterscheidet er sich neben der Körpergröße (dieser erreicht bis zu 243 mm, während der Kaskaden-Goldmantelziesel ab 286 mm groß ist) und durch rotbraune Fellareale an Kopf und Schultern. Der Goldmantel-Ziesel ist ihm weit ähnlicher, aber ebenfalls kleiner und mit geringerer Ausprägung dieser Fellareale.
Als durchschnittliche Gesamtkörperlänge des Kaskaden-Goldmantelziesels wurden 305 mm ermittelt, Weibchen sind geringfügig kleiner. Der Schwanz ist im Mittel 111 mm lang. Das Gewicht variiert zwischen 200 und 350 Gramm, wobei die Individuen im Laufe der aktiven Jahresperiode (vor dem Winterschlaf) stetig zunehmen.
Der Kaskaden-Goldmantelziesel hat einen gedrungenen Körperbau. Sein Haar ist relativ lang. Auf dem Kopf, an den Seiten des Kopfes und an den Schultern ist es rotbraun gefärbt. Die Ohren sind gelbbraun, die Augen von einem blassrosa-braungelben Ring umgeben. Über den dunkelgraubraunen Rücken verlaufen zwei weiße Streifen jeweils von der Schulter bis zur Hüfte. Die weißen Streifen sind oben und unten durch schwarze Streifen begrenzt. Bauch, Schwanz und Füße sind braungelb. Der jährliche Fellwechsel findet im Juni oder Juli statt und beginnt an Kopf und Schultern.
Der Kaskaden-Goldmantelziesel hat 22 Zähne. Die Zahnformel lautet I1 – C0 – P1 – M3.

## Vorkommen
Der Kaskaden-Goldmantelziesel lebt im Nordwesten Nordamerikas. Er wurde im Kaskadengebirge im US-Bundesstaat Washington gefunden. Das Habitat ist südlich begrenzt durch den Columbia River, nördlich (vermutlich) durch den Tulameen River und östlich durch den Similkameen River.
Häufig lebt der Kaskaden-Goldmantelziesel in Kiefernwäldern (oft unter Gelb-Kiefern) an den Osthängen des Kaskadengebirges, nur gelegentlich dagegen an den westlichen Abhängen. In alpinen Habitaten findet man ihn im Krummholz oder Gegenden mit hohem Talus-Anteil. Auf 800 Meter Höhe lebt er in geschlossenen Nadelwäldern, aber auch auf offenen Wiesen und abgeholzten Flächen.

## Fortpflanzung
Die zweiwöchige Paarungszeit des Kaskaden-Goldmantelziesels findet Mitte bis Ende April statt. Nach 28 Tagen kommen ein bis fünf (durchschnittlich vier) Junge zur Welt. Sie haben bei der Geburt ein Gewicht von rund 6 Gramm. 36 Tage wachsen sie in unterirdischen Nestern auf, danach haben sie durchschnittlich ein Gewicht von 85 Gramm erreicht. Mindestens eine Woche werden sie vom Muttertier gesäugt, bis sie feste Nahrung zu sich nehmen. Anfang April verlassen die Jungtiere das Nest. In der Regel leben sie anschließend nicht in ihrer Geburtshöhle, sondern durchschnittlich 231 Meter davon entfernt (in Wäldern 54,8 Meter). Über die Hälfte der Weibchen wird bereits im ersten Jahr trächtig. Kaskaden-Goldmantelziesel werden über vier Jahre alt.

## Verhalten
Der Kaskaden-Goldmantelziesel ist ein tagaktives Tier, das Höhlen gräbt. Er lebt auf Wiesen und in Wäldern, auch abwechselnd, wenn beide Lebensräume erreichbar sind. Oberirdisch verbringt er die meiste Zeit mit Sitzen, gefolgt von Fressen, Körperpflege und der Suche nach Futter. Gelegentlich klettert er in drei bis fünf Meter Höhe auf Nadelbäume und Büsche. Unterirdisch lebt er in mindestens 1 Meter tief gelegenen Höhlen, in denen er Schutz vor Feinden findet, schläft und Junge aufzieht. Zu dem mit Gras ausgelegten Nest führen mehrere Tunnel, deren Ausgänge sich neben Gesteinsbrocken, Baumstümpfen o. ä. befinden.
Der Kaskaden-Goldmantelziesel hält sich rund 4,5 Monate des Jahres oberirdisch auf. Mitte August bis Ende September begibt er sich in den Winterschlaf, bis er im Frühjahr wieder aktiv wird.

## Ernährung

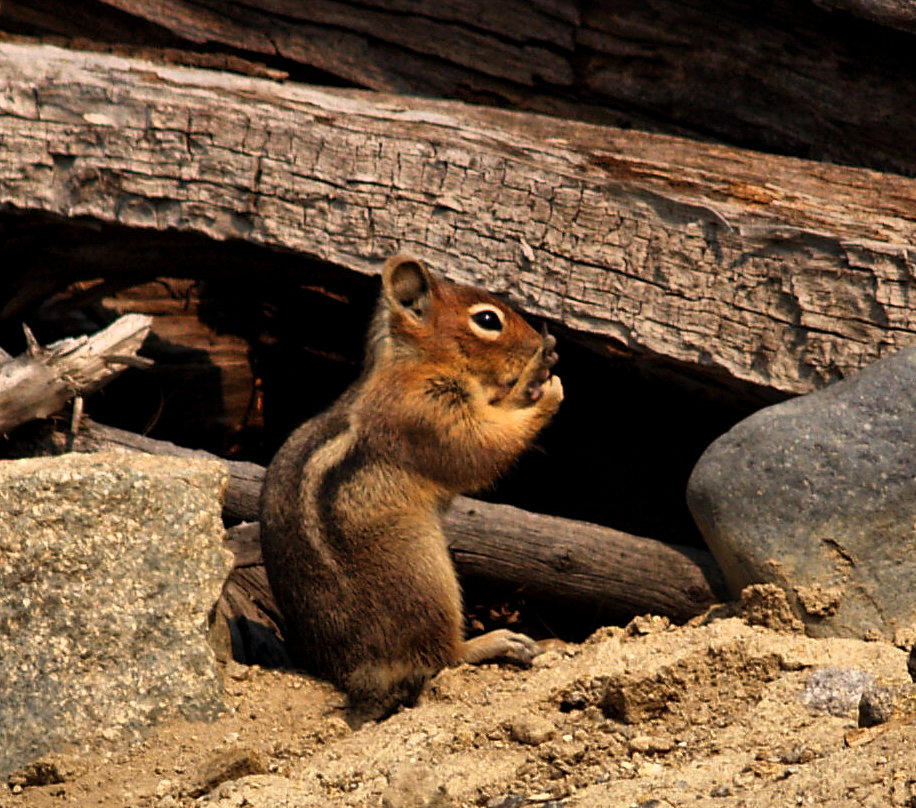
Kaskaden-Goldmantelziesel bei der Nahrungsaufnahme am Mount Rainier

Der Kaskaden-Goldmantelziesel ist in erster Linie ein Pflanzenfresser. Er frisst hauptsächlich hypogäische Pilze, Blätter von Wicken, Rinde, Gräsersamen und -blätter sowie Samen von Nadelbäumen. In einigen Habitaten gehören Beeren (Shallon-Scheinbeeren, Heidelbeeren, Mehlbeeren) zu seinem Speiseplan. Gelegentlich frisst er auch Aas.

## Prädatoren
Zu den Fressfeinden des Kaskaden-Goldmantelziesels gehören  Virginia-Uhu, Habicht, Rotschwanzbussard, Merlin, Waldohreule, Kojote, Rotfuchs, Langschwanzwiesel, Fichtenmarder und Rotluchs.

## Taxonomie
Der Kaskaden-Goldmantel-Ziesel ist eine Art der Gattung Callospermophilus innerhalb der Erdhörnchen. Die Erstbeschreibung erfolgte 1895 durch Samuel Nicholson Rhoads. Die Gattung wurde lange als Teil der Ziesel und darin innerhalb der Untergattung Callospermophilus eingeordnet, nach einer umfassenden molekularbiologischen Untersuchung wurde diese jedoch als eigenständige Gattung gemeinsam mit mehreren weiteren Gattungen betrachtet.
Der Kaskaden-Goldmantelziesel wurde von einigen Autoren als Unterart des Goldmantel-Ziesels eingeordnet oder als Synonym für ihn verwendet. Eine genetische Analyse steht bisher aus.